# Rhein-Kreis Neuss Kliniken
Die ehemaligen Rhein-Kreis Neuss Kliniken sind zwei regional verankerte Gesundheitszentren und akademische Lehrkrankenhäuser in Dormagen und Grevenbroich, die im August 2019 mit dem Neusser Lukaskrankenhaus fusioniert haben und sich seither in der Trägerschaft der Rheinland Klinikum Neuss GmbH befinden. Es handelt sich um das Rheinland Klinikum Dormagen und das Rheinland Klinikum Grevenbroich Elisabethkrankenhaus, zwei Plankrankenhäuser der Allgemeinversorgung mit insgesamt 602 Betten zur Sicherstellung der stationären medizinischen Grund- und Regelversorgung in der Region.

## Erläuterung
Beide Krankenhäuser liegen zwischen den Metropolen Köln und Düsseldorf mit sehr guten Anbindungsmöglichkeiten. Die Kliniken sind akademische Lehrkrankenhäuser der Universität Köln bzw. der RWTH Aachen und verfügen über insgesamt 602 Betten mit den Fachabteilungen Innere Medizin, Allgemein-, Viszeral-, Gefäß- und Unfallchirurgie, Orthopädie, Gynäkologie und Geburtshilfe, Anästhesie, Intensiv- und Notfallmedizin, Geriatrie sowie Radiologie und Nuklearmedizin.
Beide Kliniken bieten für die Bewohner im Rhein-Kreis Neuss Leistungen der medizinischen Grund- und Regelversorgung an. Darüber hinaus besteht am Klinik-Standort Grevenbroich ein Fachärztezentrum.

## Leistungen
Im Jahre 2017 wurden in den Rhein-Kreis Neuss Kliniken 25.242 Patienten stationär und 55.500 Patienten ambulant versorgt und behandelt. Insgesamt wurden 11.896 operative Eingriffe vorgenommen.

## Kliniken und Fachbereiche
- Klinik für Allgemein-, Viszeral-, Unfall- und Gefäßchirurgie
- Klinik für Anästhesie, Intensiv- und Notfallmedizin
- Klinik für Kardiologie
- Klinik für Gynäkologie
- Klinik für Gastroenterologie und Onkologie
- Klinik für Orthopädie
- Klinik für Geriatrie
- Zentrum für Radiologie und Nuklearmedizin
- Alterstraumatisches Zentrum
- Brustzentrum
- Darmkrebszentrum
- Fachärztezentrum

## Ausbildung in Pflegeberufen
Die theoretische Ausbildung für verschiedene Pflegeberufe findet im Bildungsinstitut für Gesundheitsberufe im Rhein-Kreis Neuss statt. Das Bildungsinstitut ist die zentrale Ausbildungsstätte der Rheinland Klinikums Neuss GmbH. In diesem Institut sind bereits vor der Krankenhaus-Fusion die angeschlossenen Krankenpflegeschulen des Lukaskrankenhauses, des Kreiskrankenhauses Dormagen und des Kreiskrankenhauses Grevenbroich St. Elisabeth zusammengelegt worden.
Im Bildungsinstitut findet der theoretische Teil der Ausbildung zur/zum
- Gesundheits- und Krankenpfleger,
- Gesundheits- und Kinderkrankenpfleger sowie
- Gesundheits- und Krankenpflegeassistent

statt. Dafür stehen ca. 255 Ausbildungsplätze zur Verfügung. Die praktische Unterweisung erfolgt in den Fachabteilungen der Krankenhäuser des Zusammenschlusses und anderen Einrichtungen des Gesundheitswesens (Sozialstation, Rehabilitation, Hospiz, Psychiatrie).